# Biopolymers & Cell
Biopolymers and Cell (Біополімери і клітина, скорочено Biopolym.Cell) — науковий журнал НАН України та Інституту молекулярної біології і генетики НАНУ. Він був заснований у січні 1985 року, і його номери ISSN є такими: ISSN 0233-7657 для друкованої версії та ISSN 1993-6842 для онлайн-версії.
Журнал публікує оригінальні статті з молекулярної біології та суміжних галузей:
- Будова та функція біополімерів у різних клітинах за різних умов;
- Регуляція геному;
- Молекулярні механізми диференціювання;
- Онкогенез ;
- взаємодія клітина-вірус ;
- Біотехнологія;
- Біоорганічна хімія;
- Дизайн ліків;
- Біологія пептидів, похідних нуклеозидів та модифікованих олігонуклеотидів

Biopolym. Cell виходить раз на два місяці, один том на рік. Усі статті мають цифрові ідентифікатори об'єктів (DOI). Формат Biopolym. Cell відповідає міжнародним стандартам. Журнал забезпечує швидкий безкоштовний відкритий доступ до публікацій. З 2014 року статті публікуються англійською мовою.
Biopolymers and Cell індексується та/або реферується в: Scopus, SJR, Index Copernicus, BIOSIS Previews, elibrary.ru, Medical Journal Links, реферативні журнали «Джерело» (Україна) та База даних ВІНІТІ РАН, EBSCO, HINARI, Російський покажчик наукових цитат. Журнал включено до переліку ВАК України за наступними предметами (темами): біологія, хімія
Головний редактор: проф. Геннадій Мацука, засновник Biopolymers and Cell, був директором Інституту молекулярної біології та генетики. У 2003 році його змінила на посаді головного редактора проф. Єльська Ганна Валентинівна. Редакційна колегія Biopolymers and Cell складається з відомих міжнародних вчених.